# 关索岭千户所
关索岭千户所，明朝时设置的卫所。
洪武二十五年（1392年）置，治所在今贵州省关岭布依族苗族自治县。属安庄卫。清朝康熙二十二年（1683年）废。 